# 庫尼夫卡
49°10′53″N 34°13′37″E / 49.18139°N 34.22694°E
庫尼夫卡（羅馬化：Kunivka）是烏克蘭中部的村莊，隸屬波爾塔瓦州的波爾塔瓦區。該村處於沃爾斯克拉河右岸，距離利希尼夫卡0.5公里，始建於十八世紀，海拔高度120米。